# Kómei japán császár
Kómei császár (孝明天皇, Kómei tennó, Hepburn-átírással: Kōmei tennō), (1831. július 22. – 1867. január 30.) volt Japán 121. uralkodója a hagyományos öröklési rend szerint. Uralkodása 1846-tól 1867-ig tartott.

## Származása
Mielőtt Kómeiként elfoglalta volna a krizantém trónt, Oszahito (統仁) néven ismerték és beiktatása előtt a Hiro-no-mija (煕宮 Hiro-no-miya) címet viselte. Ő volt Ninkó császár  negyedik fia. Anyja Fudzsivara-no-Cuneko (藤原雅子 Fujiwara-no-Tsuneko) volt.
Kómei főfelesége  Kudzsó Aszako (九条夙子 Kujō Asako) volt, akinek 1867-ben, Kómei halála után Meidzsi császár az "Özvegy Eisó császárné" (英照皇太后 Eishō-kōtaigō) nevet adta.

## Élete
Oszahito herceg az apja halálát követően lett császár. Kómei uralkodásának évei megfelelnek a  Tokugava Iejosi, Tokugava Ieszada, Tokugava Iemocsi és Tokugava Josinobu vezette sógunátus idejének.
Matthew Perry és "Fekete Hajóinak" érkezésével (1853. július 8.), Japán változni kezdett, hogy felzárkózzon a nyugati országokhoz, és modern ipari nagyhatalom legyen belőle. A Tokugava sógunátus, amely majdnem három évszázadon keresztül felügyelte  a katonai és civil ügyeket a feudális Japánban, alkalmatlannak bizonyult arra, hogy megbirkózzon az új kihívással, a kereskedelem megnyitásával a nyugati világ felé.
Ekkoriban Kómei császár még mindig csak szimbolikus hatalommal bírt az udvarában, Kiotóban.
Míg a sógunátus megosztott volt a belső viták miatt, és fokozatosan megadta magát a külföldi hatalmaknak, a katonaság fenyegetése alatt Kómei császár elkezdte megerősíteni magát, és sokat visszanyert  hatalmából, amit az elődei átengedtek a Tokugava klánnak a Szengoku-korban (戦国時代 Sengoku jidai, vagy más néven a Hadakozó Fejedelemségek Korában) .
A császár húga, Kazu-no-Mija Csikako császári hercegnő (和宮親子内親王 Kazu-no-Miya Chikako Naishin'nō) a Kóbu Gattai mozgalom (公武合体 Kōbu Gattai) részeként összeházasodott Tokugava Iemocsi sógunnal. A mozgalom neve azt jelenti: "a bakufu és az udvar egyesítése". Céljuk az volt, hogy a shógunátust és a császári udvart összeolvasszák, így azok közös erővel léphetnek fel a külföldi hatalmakkal szemben. Kómei császár és a hercegnő is ellenezték a házasságot, annak ellenére, hogy Kómei rájött, hasznos dolog családi kapcsolatban lenni Japán igazi uralkodójával.
Kómei császár nem sokat törődött bármivel, ami külföldi, és ellenezte, hogy Japán megnyissa kapuit a nyugati erők számára, még úgy is, hogy a sógun sorra fogadta el az idegen országok követeléseit.
- 1858. január 22. (Anszei 4, a 12. hónap 28. napján): A bakufu egy delegációt küldött Kiotóba, Daigaku-no-kami Hajasi Akira vezetésével, hogy tanácsot kérjenek Kómei császártól, hogyan viszonyuljanak a betolakodó külföldi erőkhöz. A Tokugava sógunátus megalapítása óta ez volt az első, hogy aktívan tanácsot kértek a császártól. A legkönnyebben felismerhető következménye ennek, az Edo és Kiotó között járó hírvivők megnövekedett száma a következő évtizedben.
- 1858. október (Anszei 5): Hajasi Akira Kiotóba ment, hogy elmagyarázza Barátsági és Kereskedelmi Szerződés (日米修好通商条約 Nichibei Shūkō Tsūshō Jōyaku) feltételeit, amit Harris Szerződésként is ismerünk. Hajasinak két feladata volt: elmagyarázni a feltételeket a kételkedő császárnak, és elérni, hogy az uralkodó jóváhagyja a szerződés megkötését. Kómei végül 1859. februárjában egyezett bele ebbe, mikor megértette, hogy nincs más lehetőség.
- 1863. A 14. sógun, Tokugava Iemocsi  Kiotóba zarándokolt. Ez egy meghatározó mozzanat volt, nemcsak a bakufu és az udvar kapcsolatára nézve, hanem arra is, hogy a történelem mit nevezhet Meidzsi Restaurációnak. Ahogyan Kómei császár fogadta a sógunt a kiotói kastélyban, egy olyan momentumként fogható fel, ami teljesen átértelmezte az ország politikai helyzetét, és ismét a hagyományos császári birodalommá változtatta. Ezt a benyomást erősítette Kómei császár következő zarándoklata a Kamo szentélyhez, ahová a sógunt is magával vitte. Ez a nyilvános demonstráció megmutatta, hogy új rendszer kezdődött az országban.

### "Kiűzni a barbárokat parancs"
Kómei császár halála (1867) előtt nem sokkal, a kormánynak  a csőddel és az összeomlás közelségével kellett szembenéznie. Továbbá Japánt körbevették a gyarmatbirodalmak, akik jelentős befolyásra akartak szert tenni a japán kereskedelemben. Japán egyenlőtlen kereskedelmi egyezményeket kötött a nyugati hatalmakkal mint pl. a Kanagava Egyezmény és a Harris Egyezmény, mindezt annak ellenére, hogy a császár megtagadta a beleegyezését. Kétszer is kinyilvánította szándékát, hogy tiltakozásul visszavonul a hivatalából.

Japán címere

Kómei császár szinte minden fejlesztés miatt dühös volt uralkodása alatt. Élete során soha nem látott külföldieket és csak keveset tudott róluk. Uralkodása alatt egyre többet szerzett vissza hatalmából, ahogy a Tokugava sógunátus hanyatlott, habár ez csupán konzultációkra, és egyéb hivatalos szertartásokra korlátozódott.
Kómei császár egyetértett a nyugatellenes érzésekkel, és megtörve az évszázados császári hagyományokat, elkezdett aktívan részt venni az ország ügyeiben. Ha lehetősége volt rá, felszólalt a szerződések ellen, és megkísérelt beleavatkozni a sógunok öröklésbe. Erőfeszítéseinek csúcspontja 1863. a "Kiűzni a barbárokat parancs" volt.  Bár a sógunátus nem szándékozta végrehajtani a parancsot, ezek után támadások érték magát a sógunátust és a Japánban lévő külföldieket is. A leghíresebb eset a Namamugi incidens volt, amikor meggyilkoltak egy brit kereskedőt, Charles Lennox Richardsont, amiért a Tokugava kormány százezer angol fontot fizetett kártérítésként. Más események is történtek, beleértve Simonoszeki és Kagosima bombázását, a japán hadiflotta, a parti fegyverek és más haderők megsemmisítését. Ezek az esetek megmutatták, hogy Japán nem ellenfél a nyugati haderők számára, és az ellenállás nem járható út.

### Halála
1867 januárjában a császárnál fekete himlőt diagnosztizáltak.  Ez nagy meglepetést váltott ki, mert állítólag a császár azelőtt sosem volt beteg. Ugyanezen év január 30-án végzetes rohama volt, lila foltok jelentek meg az arcán, hányt, és hasmenése volt. Sokan azt gondolták, hogy merénylet áldozata lett, amiért közel került a sógunhoz, hogy közösen keressenek utat Japánnak az egyre nagyobb kihívást jelentő körülmények között. Nincsenek bizonyítékok, hogy bárki  akivel találkozott a betegség felfedezése előtt fertőzött volt, ezért úgy gondolják, hogy az udvar egy tagján keresztül eljuttattak hozzá egy zsebkendőt, amin megkapta a vírusokat.
Kómei kamiját a császári mauzóleum őrzi, a Cukinova no miszaszagi, a Szenjú-dzsi templomban, Higasijama-kuban, Kiotó városában. Ugyanitt vannak eltemetve közvetlen elődei Go-Mizunoo császár, Meisó császárnő, Go-Kómjó császár, Go-Szai császár, Reigen császár, Higasijama császár, Nakamikado császár, Szakuramacsi császár, Momozono császár, Go-Szakuramacsi császárnő, Go-Momozono császár, Kókaku császár és Ninkó császár.
Kómei császár volt az utolsó, aki posztumusz nevet kapott, amit halála után választottak ki. A fia, Meidzsi uralkodásától kezdve mostanáig, a posztumusz név előre ki van választva, és megegyezik az uralkodásuk idejének nevével.

## Kugjó
Kugjō (公卿) egy gyűjtőfogalom, azon kevés nagy hatalommal rendelkező embert jelenti, akik csatlakoztak a japán császári udvarhoz a Meidzsi-kor előtti időkben. Azokban az években is, amikor az udvar tényleges befolyása a császári palota falain kívül minimális volt, a hierarchia megmaradt.
Gyakorlatilag ez az elit csoport csak három vagy négy tagot számlált egy időben. Ők voltak az örökletes udvaroncok, akik a tapasztalataik és hátterük segítségével karrierjük csúcsára emelkedhettek. Kómei uralkodása alatt ők jutottak a Daijō-kan csúcsára:
- Takacukasza Maszamicsi kampaku 1823–1856.
- Kudzsó Hiszatada kampaku 1856–1862.
- Konoe Tadahiro kampaku 1862–1863.
- Takacukasza Szukehiro kampaku 1863.
- Nidzsó Narijuki kampaku 1863–1866.
- Sadaidzsin
- Udaidzsin
- Nadaidzsin
- Dainagon

## Kómei uralkodásának korszakai
Kómei volt az utolsó japán császár, akinek uralkodása több korszakot, nengót ölelt fel. Meidzsi császártól kezdve egyetlen nengót választanak a császárokhoz (ami azonos a császár hivatalos nevével), és ez nem változik a császár haláláig. Kómei uralkodásának idejébe hét nengó tartozik bele:
- Kóka (1844–1848.)
- Kaei (1848–1854.)
- Anszei (1854–1860.)
- Man'en (1860–1861.)
- Bunkjú (1861–1864.)
- Gendzsi (1864–1865.)
- Keió (1865–1868.)

## Fordítás
- Ez a szócikk részben vagy egészben  az   Emperor Kōmei című angol Wikipédia-szócikk ezen változatának fordításán alapul.  Az eredeti cikk szerkesztőit annak laptörténete sorolja fel. Ez a jelzés csupán a megfogalmazás eredetét és a szerzői jogokat jelzi, nem szolgál a cikkben szereplő információk forrásmegjelöléseként.